# Kalývia Kleidoniás
Kalývia Kleidoniás är en ort i Grekland.   Den ligger i prefekturen Nomós Ioannínon och regionen Epirus, i den nordvästra delen av landet, 300 km nordväst om huvudstaden Aten. Kalývia Kleidoniás ligger 617 meter över havet och antalet invånare är 125.
Terrängen runt Kalývia Kleidoniás är kuperad åt nordväst, men åt sydost är den bergig. Runt Kalývia Kleidoniás är det mycket glesbefolkat, med 2 invånare per kvadratkilometer. Närmaste större samhälle är Kónitsa, 10,8 km nordost om Kalývia Kleidoniás. Trakten runt Kalývia Kleidoniás består till största delen av jordbruksmark.